# Żyrytwowate
Żyrytwowate (Naucoridae) – rodzina owadów z podrzędu pluskwiaków różnoskrzydłych. Rodzina Naucoridae liczy około 400 gatunków, z których w Polsce występuje jeden - żyrytwa pluskwowata (Naucoris cimicoides).

## Opis
Żyrytwowate mają spłaszczone grzbietobrzusznie ciało i krótkie, czteroczłonowe czułki. Osiągają od 3 do 20 mm długości ciała. Głowa o oczach często nachodzących na przednie kąty przedplecza i krótkiej kłujce. Tylne odnóża są zwykle dłuższe i służą do poruszania się w wodzie, a przednie chwytne, o scyzorykowatej budowie. Ciało żyrytwowatych jest pokryte włoskami, pomiędzy którymi tworzą się pęcherzyki powietrza.

## Systematyka
Schuh i Slater (1995) dzielą Naucoridae na pięć podrodzin zawierających 40 rodzajów:
- Cheirochelinae Montandon, 1897
- Cryphocricinae Montandon, 1897
- Laccocorinae Stål, 1876
- Limnocorinae Stål, 1876
- Naucorinae Leach, 1815